# Mariam Barghouti
Mariam Barghouti (Atlanta, Georgia, 23 de junio de 1993) es una escritora, bloguera, investigadora, comentarista y periodista palestina-estadounidense. Es natural de Ramallah.

## Trayectoria
Se licenció en lengua y literatura inglesa por la Universidad de Birzeit especializándose en sociolingüística. Realizó un master en Sociología y Cambio Global en la Universidad de Edimburgo centrado en las jerarquías raciales entre asquenazíes y mizraíes israelíes. También es conocida por llevar a cabo misiones de seguimiento y evaluación de la ayuda humanitaria y al desarrollo en países como Jordania, Siria y Líbano, junto con Palestina, Estado observador no miembro de la ONU, y para diversas organizaciones gubernamentales y no gubernamentales
Sus comentarios políticos y trabajos de investigación han aparecido en medios como CNN, Al Jazeera English, The Guardian, BBC News, HuffiPost, The New York Times, Middle East Monitor, Newsweek, Mondoweiss, International Business Times y TRT World. Ha colaborado en varios libros y antologías, entre ellos I found Myself in Palestine. También ha escrito semblanzas de figuras palestinas como el artista palestino Khaled Hourani y la funcionaria y política palestina Hanan Ashrawi.
Ha denunciado el doble rasero de los medios de comunicación a la hora de informar sobre Palestina. También ha denunciado las violaciones israelíes contra los palestinos a través de relatos y escritos. Sus reportajes han contribuido a sensibilizar a la opinión pública mundial sobre la dura realidad y las experiencias a las que se enfrentan los palestinos bajo control israelí. Durante el conflicto entre la Franja de Gaza e Israel de 2021, a través de su trabajo sobre el terreno como investigadora, periodista y observadora, ha expresado a menudo su preocupación por lo que considera una actitud represiva de Israel hacia Palestina.
En mayo de 2021, Twitter restringió su cuenta oficial, donde Barghouti informaba sobre las protestas de Cisjordania durante la crisis palestino-israelí, Jerusalén y los palestinos con ciudadanía israelí. Denunció que Twitter había censurado temporalmente algunos de sus tuits sobre la violencia impuesta por las fuerzas de seguridad palestinas y el ejército israelí. La compañía dijo más tarde que la restricción de la cuenta se debió a un error.